# Línea 157C (Interurbanos Madrid)

Esquema de dársenas del intercambiador subterráneo de Plaza de Castilla

La línea 157C de la red de autobuses interurbanos de Madrid une la terminal subterránea del Intercambiador de Plaza de Castilla con el barrio de Valdelasfuentes de Alcobendas.

## Características
Esta línea une a los habitantes de Valdelasfuentes (Alcobendas) y los trabajadores del Parque Empresarial de La Moraleja con el norte de Madrid (Distrito C) y viceversa, con un recorrido que dura aproximadamente 30 min entre cabeceras.
Al llegar a la Urbanización Valdelasfuentes la línea tiene un circuito neutralizado/interno (esto es que el recorrido de vuelta no circula por las mismas calles que el de ida) y a efectos prácticos se considera un recorrido circular dentro de Valdelasfuentes. A pesar de que la línea cuente con una cabecera para las expediciones de vuelta situada en la Avenida de la Magia, los horarios del CRTM consideran las horas de salida hacia Madrid lo hacen en la Avenida de Francisco Largo Caballero.
Esto da lugar a que los servicios que llegan a Valdelasfuentes a la cabecera de vuelta en la Avenida de la Magia ya establezcan en los carteles electrónicos y la programación del ordenador de a bordo como un servicio a Madrid y permiten subir a viajeros con destino Madrid; pero al llegar a la Avenida de Francisco Largo Caballero deberán respetar los horarios establecidos en caso de llegar antes de tiempo (puesto que esa es la "cabecera" del circuito neutralizado interior) y esperar a la hora correcta antes de continuar el recorrido.
Algunas expediciones continúan a la Avenida de Miguel de Cervantes y no vuelven a Madrid.
Al compartir la dársena 23 en el Intercambiador de Plaza de Castilla junto con la línea 157, sus horarios están coordinados para que no existan servicios de ambas líneas que salgan a la vez.
Hasta mediados de 2023, en los carteles electrónicos de los autobuses la línea aparecía como C57 en vez de 157C para que se pudiese mostrar correctamente el nombre del destino en el cartel. Esta misma medida se aplicaba en líneas como la 152C, 154C y 155B.
Siguiendo la numeración de líneas del CRTM, las líneas que circulan por el corredor 1 son aquellas que dan servicio a los municipios situados en torno a la A-1 y comienzan con un 1. Aquellas numeradas dentro de la decena 150 corresponden a aquellas que circulan por Alcobendas y San Sebastián de los Reyes. Particularmente, los números impares en la decena 150 circulan por Alcobendas y los números pares lo hacen por San Sebastián de los Reyes.
La línea mantiene los mismos horarios todo el año (exceptuando las vísperas de festivo y festivos de Navidad), tan sólo operando de lunes a viernes laborables.
Está operada por la empresa Interbus mediante la concesión administrativa VCM-101 - Madrid - Alcobendas - Algete - Tamajón (Viajeros Comunidad de Madrid) del Consorcio Regional de Transportes de Madrid.

### Sublíneas
Aquí se recogen todas las distintas sublíneas que ha tenido la línea 157C. La denominación de sublíneas que utiliza el CRTM es la siguiente:
- Número de línea (157C)
- Sentido de circulación (1 ida, 2 vuelta)
- Número de sublínea

Por ejemplo, la sublínea 157C103 corresponde a la línea 157C, sentido 1 (ida) y el número 03 de numeración de sublíneas creadas hasta la fecha.
| Ida     | Ruta                          | Itinerario                                      | Vuelta  | Ruta                             | Itinerario                           |
| 157C101 | -                             | Madrid - Alcobendas (Valdelasfuentes)           | 157C201 | No existe la ruta "-" de vuelta  | No existe la ruta "-" de vuelta      |
| 157C102 | No existe la ruta "am" de ida | No existe la ruta "am" de ida                   | 157C202 | am                               | Valdelasfuentes (Av. Magia) - Madrid |
| 157C103 | mc                            | Madrid - Valdelasfuentes (Av. Miguel Cervantes) | 157C203 | No existe la ruta "mc" de vuelta | No existe la ruta "mc" de vuelta     |

### Circuito neutralizado
La línea cuenta con lo que se denomina un circuito neutralizado o circuito interno, en la urbanización Valdelasfuentes. Esta denominación se aplica a líneas cuyos recorridos de ida y de vuelta no discurren por las mismas calles, en concreto cuando al llegar al final del trayecto se realiza un recorrido circular antes de volver en sentido inverso. Un circuito neutralizado cumple unos propósitos:
- Dar servicio a una zona amplia, como por ejemplo en este caso la urbanización, se realiza todo el recorrido "circular" dentro de la urbanización y se espera la hora de vuelta al final de la misma. Así el autobús procedente de Madrid no para parará dentro de la urbanización a esperar su hora de regreso, evitando así que los viajeros procedentes de Madrid con destino la urbanización se detengan en el comienzo del circuito neutralizado o en algún punto intermedio hasta esperar que comience el servicio de vuelta que se completa el recorrido por la urbanización.
- Los viajeros que quieran moverse dentro del recorrido "circular" podrán hacerlo sin que el autobús se detenga.
- Como un punto de regulación de horarios y frecuencias. El servicio procedente de Madrid se detendrá una vez realizado todo el circuito interno de la urbanización, recogiendo a viajeros con destino Madrid y parará para establecer una hora de salida de vuelta correcta.

En el caso particular de la línea 157C, el punto de espera está dentro de la urbanización, por lo que su recorrido se podría considerar algo intermedio entre un circuito neutralizado y una línea de ida/vuelta tradicional. Los viajeros procedentes de Madrid con destino algún punto de la urbanización que pertenezca al recorrido de "vuelta" deberán esperar a que el autobús reanude la marcha en el punto central del recorrido.
La naturaleza de los circuitos neutralizados (especialmente en líneas interurbanas con pocos servicios como ésta) es propenso a causar confusión y dificulta que los viajeros de vuelta conozcan con exactitud a que hora deberán esperar al autobús. Para un viajero que procede de Madrid esta peculiaridad es invisible; pero los viajeros dentro del circuito neutralizado que quieran volver, deberán prever la hora de llegada del servicio procedente de Madrid con antelación puesto que la hora de salida a Madrid se da al final del circuito neutralizado.
Una característica común a las líneas con circuito neutralizado son sus sublíneas. No disponen de una sublínea estándar de vuelta, sino que la sublínea de vuelta es aquella que se marca en el ordenador de a bordo al llegar al comienzo del circuito neutralizado. De esta manera, el autobús al llegar a la primera parada del circuito neutralizado comenzará a marcar en el cartel electrónico como destino Madrid, puesto que los viajeros de vuelta deberán subirse ahí ya que el autobús no volverá a pasar por esa parada de vuelta como una línea con un recorrido tradicional. A los viajeros procedentes de Madrid con destino un punto dentro del circuito neutralizado no se les pedirá abonar un billete ni picar el Abono Transportes al cambiar de recorrido, puesto que para ellos el autobús no se detiene, no ven el cambio del cartel electrónico, y se bajarán en la parada deseada sin que este cambio de trayecto en el ordenador de a bordo les afecte.
En el caso particular de la línea 157C, el circuito neutralizado comienza (como bien indican las sublíneas de vuelta) en la Avenida de la Magia en la parada 18060. Desde aquí los servicios procedentes de Madrid marcarán en su ordenador de a bordo y en el cartel electrónico el destino Madrid. La línea realizará un recorrido "circular" en la urbanización pero se detendrá dentro de la misma, en la parada 15678 en la Avenida de Francisco Largo Caballero. Será aquí cuando el autobús deberá detenerse para cumplir su hora programada de vuelta a Madrid en caso de haber llegado antes de la misma. Dicha hora es la que se muestra en los horarios de vuelta de la línea.
Existen algunos servicios de la línea que proceden directamente de la urbanización, en cuyo caso se desconoce si existe una hora programada fija para comenzar su recorrido al comienzo del circuito, pero la hora de salida hacia Madrid se mantiene. Aproximadamente debería ser 5 minutos antes de la hora programada hacia Madrid, puesto que aproximadamente se tardan 30 minutos en llegar a la urbanización, y con base en los horarios de vuelta el servicio de vuelta se realiza tras 35 minutos de la salida de Madrid.
En el corredor 1 la situación de circuito neutralizado se da en las líneas 155, 155B, 156, 157, 157C, 161 y 171.

## Horarios
| Lunes a viernes laborables |                          |
| Madrid > Valdelasfuentes   | Valdelasfuentes > Madrid |
| 06:50                      | 06:40                    |
| 07:15                      | 07:20                    |
| 07:35                      | 07:45                    |
| 08:05                      | 08:05                    |
| 08:25                      | 08:35                    |
| 08:55                      | 08:55                    |
| 09:15                      | 09:30                    |
| 09:55                      | 09:55                    |
| 10:35                      | 10:30                    |
| 11:15                      | 11:10                    |
| 11:55                      | 11:50                    |
| 12:35                      | 12:30                    |
| 13:15                      | 13:10                    |
| 13:55                      | 13:50                    |
| 14:35                      | 14:30                    |
| 15:15                      | 15:10                    |
| 15:55                      | 15:50                    |
| 16:35                      | 16:30                    |
| 17:15                      | 17:10                    |
| 17:55                      | 17:50                    |
| 18:35                      | 18:30                    |
| 19:55                      | 19:10                    |
| 21:15                      | 20:30                    |
| 22:45                      | 21:50                    |

1. 1 2 3 4 5 6 7 8 9 10 11 12 13 14 15 16 17 18 19 20 21 22 23 24  Procede de Avenida de la Magia
2. ↑  Continúa a Avenida de Miguel de Cervantes, no vuelve a Madrid

## Recorrido y paradas

### Sentido Alcobendas (Urbanización Valdelasfuentes)
La línea inicia su recorrido en el intercambiador subterráneo de Plaza de Castilla, en la dársena 23, en este punto se establece correspondencia con todas las líneas de los corredores 1 y 7 con cabecera en el intercambiador de Plaza de Castilla. En la superficie efectúan parada varias líneas urbanas con las que tiene correspondencia, y a través de pasillos subterráneos enlaza con las líneas 1, 9 y 10 del Metro de Madrid.
Tras abandonar los túneles del intercambiador subterráneo, la línea sale al Paseo de la Castellana, donde tiene una primera parada frente al Hospital La Paz (subida de viajeros). A partir de aquí sale por la M-30 hasta el nudo de Manoteras y toma la vía de servicio de la A-1.
En la vía de servicio tiene 3 paradas que prestan servicio al área industrial y empresarial de la A-1 hasta llegar al km. 13, donde toma la salida en dirección a La Moraleja y se dirige al Parque Empresarial de La Moraleja, el cual atraviesa, pasando previamente por el Distrito C.
Abandonando el Parque Empresarial, toma la Avenida de Fuencarral y entra en el casco urbano de Alcobendas por la Avenida de Valdelaparra. Dentro del casco circula por esta avenida, la Avenida del Doctor Severo Ochoa, la Calle del Marqués de la Valdavia (dando servicio a la parada de la línea C-4a de Valdelasfuentes de Cercanías), la Avenida de Pablo Iglesias y de desvía hacia la Avenida de la Magia donde tiene su cabecera.
En el circuito neutralizado dentro de la Urbanización Valdelasfuentes, circula por la Avenida de la Magia, Paseo de Fuente Lucha, Calle de la Suerte, Avenida de Pablo Iglesias Posse y Calle de Francisco Largo Caballero (la última expedición ida realiza el recorrido completo hasta la Avenida de Miguel de Cervantes sin volver a Madrid).
| Código | Zona | Localidad  | Denominación                                                        | Ubicación                                        | Líneas de la parada | Metro / Cercanías        |
| --- | ---- | ---------- | ------------------------------------------------------------------- | ------------------------------------------------ | --- | ------------------------ |
| 17472N |      | Madrid     | Intercambiador de Plaza de Castilla - Dársena 23                    | Avenida de Asturias Nº2                          | 157 157C | Plaza de Castilla        |
| 3253 |      | Madrid     | Paseo de la Castellana - Hospital La Paz                            | Paseo de la Castellana Nº304 - Acceso Nudo Norte | 173 174 176 151 152C 153 154C 155 155B 156 157 157C 159 161 171 181 182 183 184 185 191193194195196197N101 N102 N103 N104 | Begoña                   |
| 3261 |      | Madrid     | Avenida de Burgos - Avenida de Francisco Pi y Margall               | Avenida de Burgos km. 10,3                       | 173 174 176 151 152C 153 154C 155 155B 156 157 157C 159 161 171 181 182 183 184 185 N101 N102 N103                        |                          |
| 06686 |      | Madrid     | Avenida de Burgos - Centro Comercial Sanchinarro                    | Avenida de Burgos Nº133                          | 151 152C 153 154C 155 156 157 157C 158 159 161 171 181 182 183 184 185 N101 N102 N103                                     |                          |
| 06687 |      | Madrid     | Avenida de Burgos - Dominicos                                       | Avenida de Burgos km. 11,3                       | 151 152C 153 154C 155 156 157 157C 158 159 161 171 181 182 183 184 185 N101 N102 N103                                     |                          |
| 19172 |      | Madrid     | Ronda de la Comunicación - Distrito C                               | Ronda de la Comunicación Nº28                    | 157C | Ronda de la Comunicación |
| 11629 |      | Alcobendas | Avenida de Europa - Plaza de Roma                                   | Avenida de Europa Nº19                           | 157 157C |                          |
| 11627 |      | Alcobendas | Avenida de Europa - Centro Comercial Moraleja Green                 | Avenida de Europa Nº16                           | 157 157C |                          |
| 11625 |      | Alcobendas | Avenida de Europa - Plaza de París                                  | Avenida de Europa Nº11                           | 157 157C |                          |
| 06803 |      | Alcobendas | Carretera M-603 - Centro Comercial Planet Alcobendas                | Calle de Francisco Chico Mendes Nº2              | 157C |                          |
| 06861 |      | Alcobendas | Carretera M-603 - Centro Comercial Río Norte                        | M-603 km. 4                                      | 157C |                          |
| 12713 |      | Alcobendas | Avenida de Valdelaparra - Museo de la Ciencia                       | Avenida de Valdelaparra Nº5                      | 157C |                          |
| 12715 |      | Alcobendas | Avenida de Valdelaparra - Parque de Andalucía                       | Avenida de Valdelaparra Nº11                     | 157C |                          |
| 12717 |      | Alcobendas | Avenida de Valdelaparra - Avenida del Doctor Severo Ochoa           | Avenida de Valdelaparra Nº17                     | 157C |                          |
| 12719 |      | Alcobendas | Avenida del Doctor Severo Ochoa - Avenida de Ramón y Cajal          | Avenida del Doctor Severo Ochoa Nº21             | 157C 11 |                          |
| 12721 |      | Alcobendas | Avenida del Doctor Severo Ochoa - Pabellón Deportivo                | Avenida del Doctor Severo Ochoa Nº3              | 157C |                          |
| 12723 |      | Alcobendas | Calle del Marqués de la Valdavia - Estación Valdelasfuentes         | Calle del Marqués de la Valdavia Nº138           | 157C 827 827A 828 | Valdelasfuentes          |
| 18076 |      | Alcobendas | Avenida de Pablo Iglesias - Calle de José Hierro                    | Avenida de Pablo Iglesias Nº2                    | 157C 828 N101 11 |                          |
| 18060 |      | Alcobendas | Calle de la Felicidad - Avenida de la Magia                         | Avenida de la Magia Nº7                          | 157C N101 11 |                          |
| A partir de aquí comienza el servicio de vuelta, y se cambian los carteles electrónicos hacia Madrid. La hora de paso por esta parada es aproximadamente 30 minutos después de salir de Madrid. El último servicio del día no vuelve a Madrid |      |            |                                                                     |                                                  | |                          |
| 18061 |      | Alcobendas | Paseo de la Fuente Lucha - Calle de los Sueños                      | Paseo de la Fuente Lucha Nº7                     | 157C 828 N101 11 |                          |
| 18062 |      | Alcobendas | Paseo de la Fuente Lucha - Calle de la Imaginación                  | Paseo de la Fuente Lucha Nº7                     | 157C N101 11 |                          |
| 18063 |      | Alcobendas | Calle de la Suerte - Calle de la Imaginación                        | Calle de la Suerte Nº4                           | 157C N101 11 |                          |
| 15677 |      | Alcobendas | Avenida de Pablo Iglesias - Calle de Carlos Muñoz Ruiz              | Avenida de Pablo Iglesias Nº16                   | 157C N101 11 |                          |
| 15678 |      | Alcobendas | Calle de Francisco Largo Caballero - Paseo del 8 de marzo           | Calle de Francisco Largo Caballero Nº42          | 157C N101 11 |                          |
| Los servicios que continúan a Madrid esperarán aquí a la hora programada de salida |      |            |                                                                     |                                                  | |                          |
| Paradas realizadas por el último servicio del día que continúa a la Avenida de Miguel de Cervantes y no vuelve a Madrid |      |            |                                                                     |                                                  | |                          |
| 15679 |      | Alcobendas | Avenida de Miguel de Cervantes - Calle de Francisco Largo Caballero | Avenida de Miguel de Cervantes Nº17              | 157C N101 11 |                          |
| 15306 |      | Alcobendas | Avenida de Miguel de Cervantes - Calle de Dolores Ibárruri          | Avenida de Miguel de Cervantes Nº5               | 157C N101 11 |                          |

1. ↑  A efectos de nomenclatura, para las líneas de la EMT esta parada se llama Paseo de la Castellana - Nudo Norte
2. 1 2 3 4 5 6 7  Sólo permite la subida de viajeros

### Sentido Madrid (Plaza de Castilla)
El recorrido en sentido Madrid es igual al de ida pero en sentido contrario excepto en determinados puntos:
- La línea tiene un circuito neutralizado en la Urbanización Valdelasfuentes, recorriéndola antes de salir de vuelta a la Calle del Marqués de la Valdavia. Partiendo de la Avenida de la Magia se desvía hacia el norte hacia el Paseo de la Fuente Lucha, recorriéndolo en su totalidad hasta la intersección de la Calle de la Suerte. Toma la Calle de Francisco Largo Caballero y gira hacia el sur en la Avenida de Miguel de Cervantes (la última expedición de ida realiza este recorrido completo hasta aquí sin volver a Madrid).
- La parada 17026 - Avenida del Doctor Severo Ochoa - Parque de Galicia no tiene pareja para las expediciones de ida.
- La parada 06635 - Carretera de Fuencarral - Calle de San Rafael no tiene pareja para las expediciones de ida.

| Código | Zona | Localidad  | Denominación                                                        | Ubicación                                  | Líneas de la parada                                                                                       | Metro / Cercanías        |
| --- | ---- | ---------- | ------------------------------------------------------------------- | ------------------------------------------ | --- | ------------------------ |
| La hora de paso por esta parada es aproximada, aproximadamente 5 minutos antes de cumplir la hora de salida exacta                                                                           |      |            |                                                                     |                                            | |                          |
| 18060 |      | Alcobendas | Calle de la Felicidad - Avenida de la Magia                         | Avenida de la Magia Nº7                    | 157C N101 11                                                                                              |                          |
| 18061 |      | Alcobendas | Paseo de la Fuente Lucha - Calle de los Sueños                      | Paseo de la Fuente Lucha Nº7               | 157C 828 N101 11                                                                                          |                          |
| 18062 |      | Alcobendas | Paseo de la Fuente Lucha - Calle de la Imaginación                  | Paseo de la Fuente Lucha Nº7               | 157C N101 11                                                                                              |                          |
| 18063 |      | Alcobendas | Calle de la Suerte - Calle de la Imaginación                        | Calle de la Suerte Nº4                     | 157C N101 11                                                                                              |                          |
| 15677 |      | Alcobendas | Avenida de Pablo Iglesias - Calle de Carlos Muñoz Ruiz              | Avenida de Pablo Iglesias Nº16             | 157C N101 11                                                                                              |                          |
| 15678 |      | Alcobendas | Calle de Francisco Largo Caballero - Paseo del 8 de marzo           | Calle de Francisco Largo Caballero Nº42    | 157C N101 11                                                                                              |                          |
| La hora programada de vuelta se cumple desde esta parada |      |            |                                                                     |                                            | |                          |
| Los servicios hacia Madrid no continuarán el viaje hasta cumplir la hora programada de vuelta. El último servicio del día no vuelve a Madrid y continúan a la Avenida de Miguel de Cervantes |      |            |                                                                     |                                            | |                          |
| 15679 |      | Alcobendas | Avenida de Miguel de Cervantes - Calle de Francisco Largo Caballero | Avenida de Miguel de Cervantes Nº17        | 157C N101 11                                                                                              |                          |
| 15306 |      | Alcobendas | Avenida de Miguel de Cervantes - Calle de Dolores Ibárruri          | Avenida de Miguel de Cervantes Nº5         | 157C N101 11                                                                                              |                          |
| El servicio hasta la Avenida de Miguel de Cervantes termina aquí |      |            |                                                                     |                                            | |                          |
| 15676 |      | Alcobendas | Calle de Dolores Ibárruri - Calle de Teresa de Calcuta              | Calle de Dolores Ibárruri Nº16             | 157C 11                                                                                                   |                          |
| 18068 |      | Alcobendas | Avenida de Pablo Iglesias - Calle del Doctor Ángel Olivares         | Avenida de Pablo Iglesias Nº6              | 157C 828                                                                                                  |                          |
| 07373 |      | Alcobendas | Calle del Marqués de la Valdavia - Avenida de Camilo José Cela      | Calle del Marqués de la Valdavia Nº123     | 157C 827 827A 828 2 6 10                                                                                  |                          |
| 12724 |      | Alcobendas | Calle del Marqués de la Valdavia - Estación Valdelasfuentes         | Calle del Marqués de la Valdavia Nº105     | 157C 827 827A 828 2 6 10                                                                                  | Valdelasfuentes          |
| 12722 |      | Alcobendas | Avenida del Doctor Severo Ochoa - Paseo de la Chopera               | Avenida del Doctor Severo Ochoa Nº5        | 157C 6 |                          |
| 12720 |      | Alcobendas | Avenida del Doctor Severo Ochoa - Avenida de Ramón y Cajal          | Avenida del Doctor Severo Ochoa Nº32       | 157C 6 |                          |
| 17026 |      | Alcobendas | Avenida del Doctor Severo Ochoa - Parque de Galicia                 | Avenida del Doctor Severo Ochoa Nº49       | 157C 6 |                          |
| 12718 |      | Alcobendas | Avenida de Valdelaparra - Calle de Valgrande                        | Avenida de Valdelaparra Nº17               | 157C |                          |
| 12716 |      | Alcobendas | Avenida de Valdelaparra - Parque de Andalucía                       | Avenida de Valdelaparra Nº25               | 157C |                          |
| 12714 |      | Alcobendas | Avenida de Valdelaparra - Museo de la Ciencia                       | Avenida de Valdelaparra Nº4                | 157C |                          |
| 06842 |      | Alcobendas | Carretera M-603 - Centro Comercial Río Norte                        | M-603 km. 3,9                              | 154 157 157C                                                                                              |                          |
| 06843 |      | Alcobendas | Carretera M-603 - Polígono Industrial Calabozos                     | Carretera de Fuencarral Nº78               | 154 157 157C 6                                                                                            |                          |
| 06635 |      | Alcobendas | Carretera de Fuencarral - Calle de San Rafael                       | M-603 km. 2,8                              | 154 157 157C                                                                                              |                          |
| 11226 |      | Alcobendas | Plaza de París - Parque Empresarial La Moraleja                     | Plaza de París Nº1                         | 154 157 157C                                                                                              |                          |
| 11626 |      | Alcobendas | Avenida de Europa - Centro Comercial Moraleja Green                 | Avenida de Europa Nº16                     | 157 157C                                                                                                  |                          |
| 11628 |      | Alcobendas | Avenida de Europa - Plaza de Roma                                   | Avenida de Europa Nº20                     | 157 157C                                                                                                  |                          |
| 19172 |      | Madrid     | Ronda de la Comunicación - Distrito C                               | Ronda de la Comunicación Nº28              | 157C | Ronda de la Comunicación |
| 06865 |      | Madrid     | Avenida de Burgos - Dominicos                                       | Avenida de Santo Domingo de la Calzada Nº1 | 151 152C 153 154C 155 156 157 157C 158 159 161 171 181 182 183 184 185 N101 N102 N103                     |                          |
| 50000 |      | Madrid     | Avenida de Burgos - Centro Financiero                               | Avenida de Burgos Nº135                    | 151 152C 153 154C 155 156 157 157C 158 159 161 171 181 182 183 184 185 N101 N102 N103                     |                          |
| 3602 |      | Madrid     | Avenida de Burgos Nº93                                              | Avenida de Burgos km. 10,1                 | 173 174 176 SE833 151 152C 153 154C 155 155B 156 157 157C 159 161 171 181 182 183 184 185 N101 N102 N103  |                          |
| 3265 |      | Madrid     | Avenida de Burgos Nº87 - Paso Elevado                               | Avenida de Burgos Nº87                     | 173 174 176 SE833 151 152C 153 154C 155 155B 156 157 157C 159 161 171 181 182 183 184 185 N101 N102 N103  |                          |
| 10550 |      | Madrid     | Paseo de la Castellana - Hospital La Paz                            | Paseo de la Castellana Nº296               | 151 152C 153 154C 155 155B 156 157 157C 159 161 181 182 183 184 185 191193194195196197N101 N102 N103 N104 | Begoña                   |
| 17472 |      | Madrid     | Intercambiador de Plaza de Castilla                                 | Avenida de Asturias Nº2                    | Descenso en las dársenas 8, 9 y 10.                                                                       | Plaza de Castilla        |

1. ↑  A efectos de nomenclatura, para las líneas de la EMT esta parada se llama Avenida de Burgos - Avenida de Manoteras
2. 1 2 3 4 5 6 7  Sólo permite el descenso de viajeros